# März 1918
Portal Geschichte | Portal Biografien | Aktuelle Ereignisse | Jahreskalender | Tagesartikel

◄ |
19. Jahrhundert |
20. Jahrhundert
| 21. Jahrhundert

◄ |
1880er |
1890er |
1900er |
1910er
| 1920er | 1930er | 1940er | ►

◄ |
1914 |
1915 |
1916 |
1917 |
1918
| 1919 | 1920 | 1921 | 1922 | ►

◄ |
Dezember 1917 |
Januar 1918 |
Februar 1918 |
März 1918 |
April 1918 |
Mai 1918 |
Juni 1918 |
►
Dieser Artikel behandelt tagesbezogene Nachrichten und Ereignisse im März 1918.
Im Monat fortlaufend: der Erste Weltkrieg; auch im März 1918 setzt sich die Wirtschaftskrise der letzten Kriegsmonate fort.

## Tagesgeschehen

### Freitag, 1. März 1918
Geboren:
- João Goulart, Präsident von Brasilien 1961 bis 1964 († 1976)

Gestorben

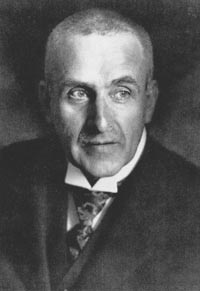
Frank Wedekind

- Harlan Carey Brewster, kanadischer Politiker (* 1870)

### Sonntag, 3. März 1918
- Brest-Litowsk: das kaiserliche Deutsche Reich und die nachrevolutionäre Sowjetunion vereinbaren den Friedensvertrag von Brest-Litowsk

Geboren
- Arthur Kornberg, US-amerikanischer Biochemiker († 2007)
- Fritz Thiedemann, deutscher Springreiter († 2000)

### Dienstag, 5. März 1918
- Åland-Inseln: Die von Schweden beanspruchten Inseln werden von deutschen Truppen besetzt.
- Vorfrieden der Mittelmächte mit Rumänien

### Mittwoch, 6. März 1918
- Murmansk: Mit Billigung Russlands landen britische Truppen bei Murmansk, um ein Vordringen deutscher Truppen in Finnland zu verhindern.
- Auf dem ersten ordentlichen Parteitag der Bolschewiken nach der Machtübernahme nennt sich die Partei in "Kommunistische Partei Russlands (Bolschewiken)" um und beschließt Maßnahmen zur Planwirtschaft.

### Donnerstag, 7. März 1918
- Friedens- und Freundschaftsvertrag zwischen dem Deutschen Reich und Finnland

### Freitag, 8. März 1918
- Das kaiserliche deutsche Große Hauptquartier wird nach Spa verlegt.
- Herzogtum Kurland und Semgallen: die Unabhängigkeit wird proklamiert

### Sonntag, 10. März 1918
- Moskau: Die Sowjetregierung verlegt ihren Sitz dorthin

### Dienstag, 12. März 1918
- Moskau wird von Lenin zur Hauptstadt Russlands erklärt, Regierungssitz wird der Moskauer Kreml

### Mittwoch, 13. März 1918
- Wien: nach Berichten von österreichischen Diplomaten, darunter der Konsul in Trabzon und Samsun, Dr. Kwatkiowski, dieser bezieht sich dabei auf sechs östliche Provinzen um Trabzon und Samsun, dass von der einen Million Deportierter die meisten gestorben sind. Aus Adrianople (Edirne) berichtet Konsul Dr. Nadamlenzki Ähnliches für das gesamte Ottomanische Reich, in dem bereits 1,5 Millionen deportiert worden seien.[1] Der österreichische Vicemarashal Joseph Pomiankowski (Leiter der österreichisch-ungarischen Militärmission in Konstantinopel) schätzte die Verluste bei den Armeniern auf etwa eine Million Personen.[2]

### Donnerstag, 14. März 1918
- Trabzon: Friedenskonferenz zwischen Abgeordneten des Transkaukasischen Sejm und Vertretern des Osmanischen Reichs beginnt (bis 14. April)

### Freitag, 15. März 1918
- 18. März:
  - Georgien: Der etwa zwei Jahre anhaltende Georgisch-Südossetische Konflikt beginnt.

### Dienstag, 19. März 1918
- Rumänien: Die rumänische Regierung Averescu tritt zurück, die neue Regierung wird von Alexandru Marghiloman gebildet.

### Mittwoch, 20. März 1918
Geboren
- Marian McPartland, US-amerikanische Jazzmusikerin britischer Herkunft († 2013)
- Ilse Petri, deutsche Schauspielerin († 2018)
- Bernd Alois Zimmermann, deutscher Komponist († 1970)

### Donnerstag, 21. März 1918
- Die deutsche Frühjahrsoffensive an der Westfront beginnt nördlich von St. Quentin („Operation Michael“).

### Freitag, 22. März 1918
- Berlin: Der Friedensvertrag von Brest-Litowsk wird im Reichstag gegen die Stimmen der Unabhängigen Sozialdemokratischen Partei Deutschlands (USPD) ratifiziert, die Sozialdemokratische Partei Deutschlands (SPD) enthält sich der Stimme.
- Berlin: Der Reichstag nimmt gegen die Stimmen der Unabhängigen Sozialdemokraten die neue Kriegskreditvorlage an.

### Samstag, 23. März 1918

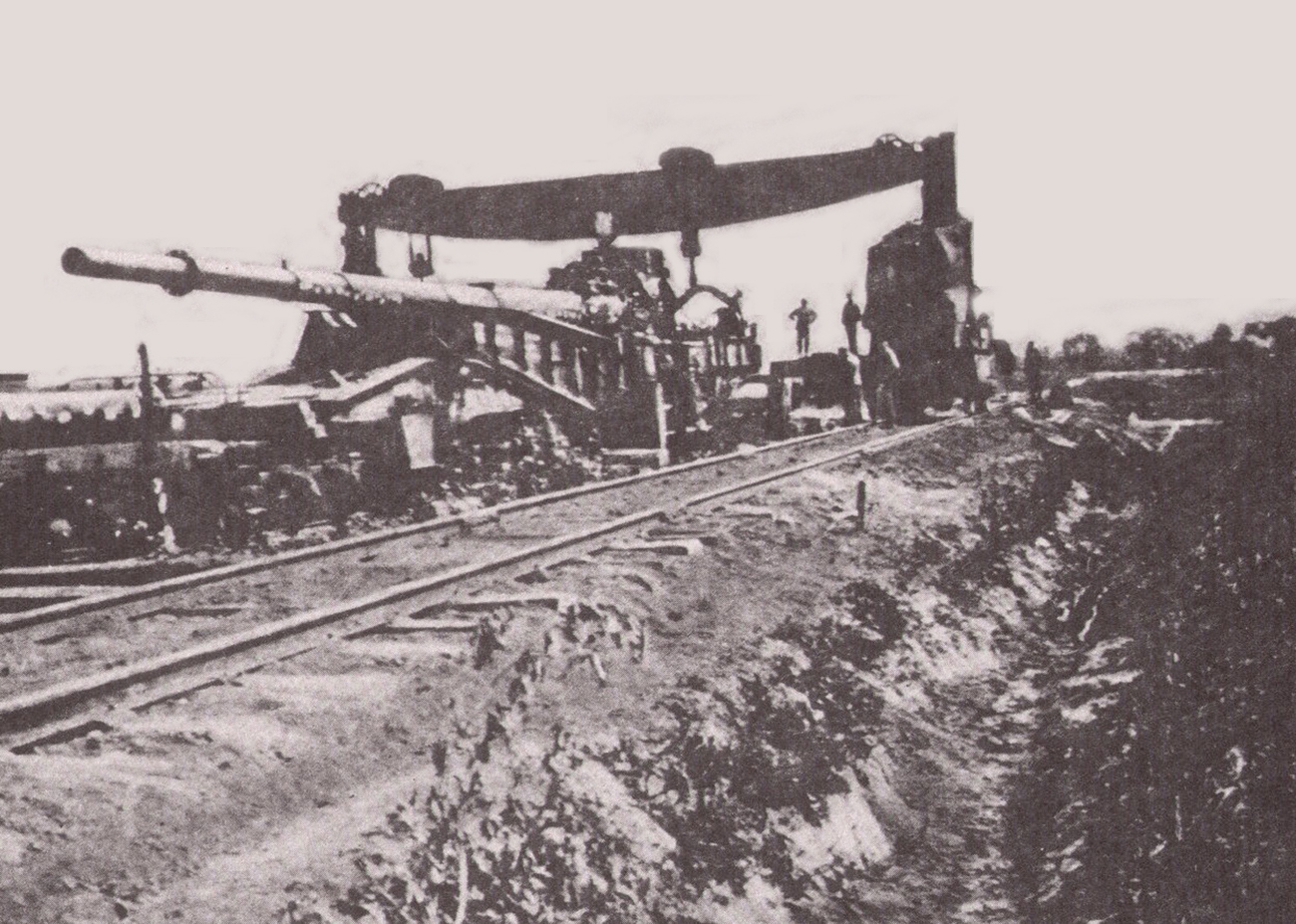
Montage eines Paris-Geschützes

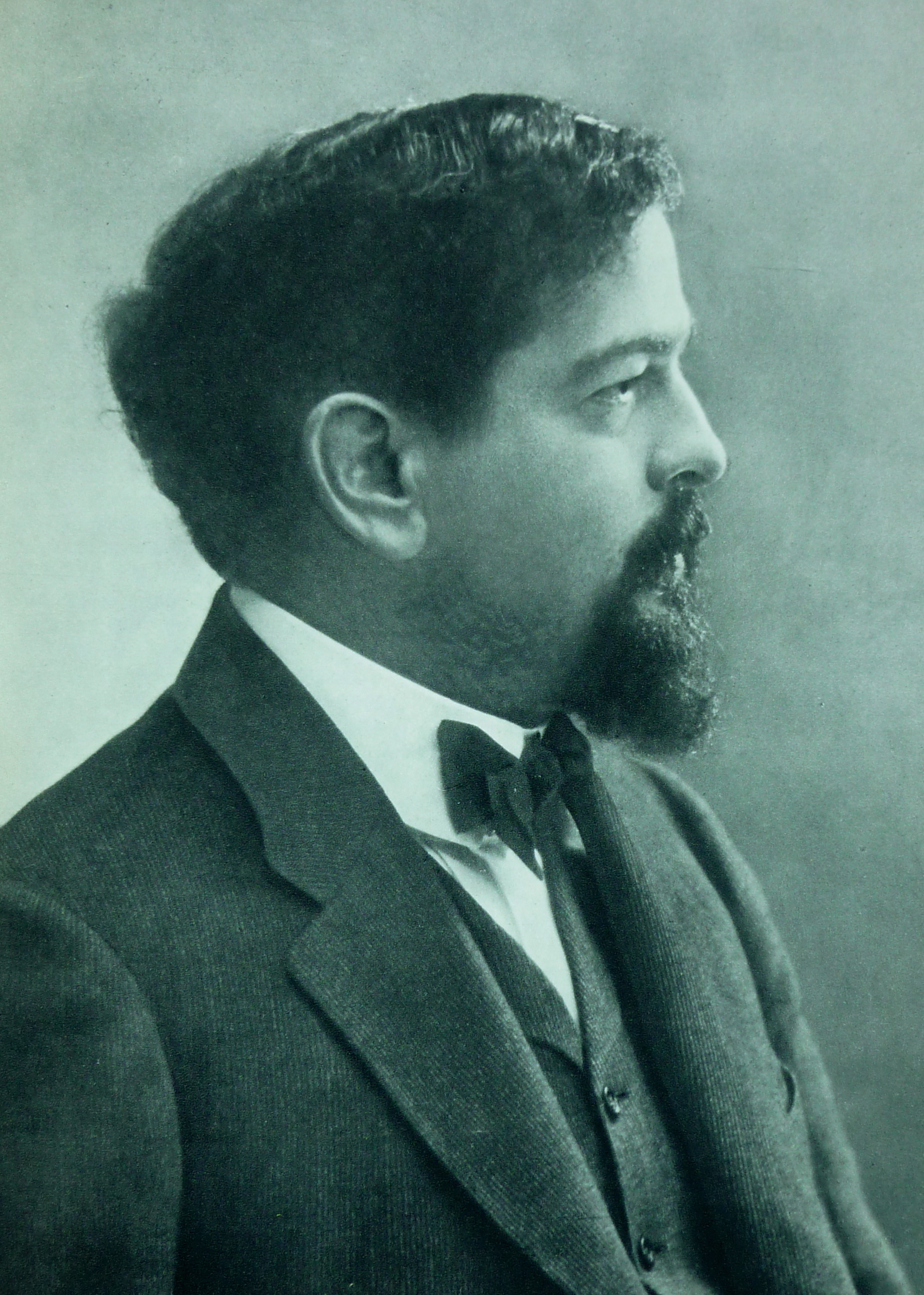
Claude Debussy (Foto etwa 1908)

- Paris: Drei „Paris-Geschütze“ beginnen mit der – militärisch nutzlosen – Beschießung von Paris. Bis zum Ende des Beschusses am 8. August 1918 werden etwa 800 Granaten verbraucht die 256 Zivilisten töten und 620 verwunden.

Geboren
- Émile Derlin Henri Zinsou, Präsident von Benin (1968/69) († 2016)

### Montag, 25. März 1918
- In Minsk wird die Weißrussische Volksrepublik ausgerufen.

Gestorben:
- Claude Debussy, französischer Komponist (* 1862)

### Dienstag, 26. März 1918
- Ferdinand Foch wird auf der Konferenz von Doullens zum Generalissimus der alliierten Streitkräfte ernannt

### Mittwoch, 27. März 1918
- Die erste Schlacht um Amman beginnt (bis 31. März)

### Donnerstag, 28. März 1918
- Die Tschechoslowakischen Legionen beginnen ihren Transport nach Wladiwostok, von wo sie weiter nach Westeuropa eingeschifft werden sollen.

### Freitag, 29. März 1918
Gestorben
- Timm Kröger, deutscher Schriftsteller (* 1844)

### Samstag, 30. März 1918
- Baku: Beginn vom Pogrom gegen Aserbaidschaner durch Bolschewiken und Daschnaken (bis 2. April)

### Sonntag, 31. März 1918
Geboren
- Ted Post, US-amerikanischer Regisseur († 2013)
- Jean-Jacques Siegrist, Schweizer Historiker († 1992)

Gestorben
- 31. März: Richard Mandl, österreichischer Komponist (* 1859)